# 巴山萌菜
巴山 萌菜（ともやま もな、1990年3月9日 -）は、日本の歌手。東京都出身。所属レーベルはユニバーサルミュージックジャパン。所属事務所はユニバーサルミュージック＆EMIアーティスツ合同会社。
元『STAR☆ANIS』と『AIKATSU☆STARS!』のメンバーであり、TVアニメ『アイカツ！』内のキャラクター(夏樹みくる、氷上スミレ)の楽曲の歌唱を担当していた。公式ファンクラブ名は「もなもな会」。2018年1月より変名ユニット「Re:versed」のボーカルとしても活動を開始している。

## 来歴

### 生い立ち
東京都出身。小学生の頃に、引っ込み思案な性格を解消するために音楽アカデミーに通い始めたことをきっかけに歌と演技を学び始める。
高校卒業後は音楽系の学校へ進学し、そこで川北有紀、鈴木芳奈らと共に本格的に歌手デビューに向けてレッスンに励んでいた。

### 2012年
- 10月24日、学友であった川北有紀、鈴木芳奈と3人組ユニット「TRINITY」を結成。ユニット活動を開始する。

### 2013年
- 8月5日、「TRIview Live vo.1 in 目黒鹿鳴館」を開催。TRINITYメンバーとして出演。
- 8月23日、レビューカンパニーでの活動に専念するため鈴木芳奈がTRINITYを脱退。それに伴いユニットは解散。メンバーはソロ活動が中心となる。
- 8月27日、「天下一音楽会ガールズコレクション第1回戦 in 代々木Barbara」へ出演。本ライブは観客投票による勝ち抜き形式であり、第2回戦へ進出。
- 9月24日、「天下一音楽会ガールズコレクション第2回戦 in 代々木Barbara」へ出演。準決勝へ進出。
- 10月2日、「TRIview Live vo.2 in 渋谷Lounge NEO」を開催。
- 10月30日、「天下一音楽会ガールズコレクション準決勝 in 代官山NOMAD」へ出演。決勝へ進出。

### 2014年
- 1月22日、「天下一音楽会ガールズコレクション決勝 in Zepp Tokyo」へ出演。
- 3月30日、TVアニメ『アイカツ！』内のキャラクター歌唱担当に抜擢[1]。同年4月よりSTAR☆ANISのメンバーとなり、所属事務所はディアステージとなった。
- 4月12日、「春のSTAR☆ANISスペシャルLIVE in サンシャイン池袋噴水広場」に出演。STAR☆ANISのメンバーとして初ライブ。
- 4月18日、「春のSTAR☆ANISスペシャルLIVE in 新宿FACE」に出演。
- 5月5日、「テレビ東京フェスティバル ピラメキーノ640 ～ピラメキアニメ祭り～」に出演。
- 5月25日、「TRIview Live vo.3 in 新宿SUNFACE」を開催。TRINITYが一夜限りの復活となった。
- 7月10日、「エレキギターインストDUO!～窪田晴男と和泉聡志～」に出演。ソロ名義。
- 7月27日、「Lantis祭り in 関西」に出演[2]。
- 8月3日、「夏のSTAR☆ANIS スペシャルミニライブ in イオンモール幕張新都心」に出演[3]。
- 8月9日、「ちゃおサマーフェスティバル2014 in パシフィコ横浜」に出演。本公演にて新ユニット『AIKATSU☆STARS!』結成が発表され、STAR☆ANISと兼任することとなった。
- 8月16～20日、「アイカツ！LIVE★イリュージョン STAR☆ANISスペシャルライブ」に出演[4]。
- 8月29日、「Animelo Summer Live 2014 -ONENESS- in さいたまスーパーアリーナ」に出演[5]。
- 9月13日、「Lantis祭り in 関東」に出演[6]。
- 10月21日、「LIVE GARAGE in WGT代官山」に出演。ソロ名義。
- 10月25日、「AIKATSU☆STARS! CDリリースイベント in あべのキューズモール」に出演。AIKATSU☆STARS!のメンバーとして初ライブ。
- 10月26日、「AIKATSU☆STARS! CDリリースイベント in ダイバーシティ」に出演。
- 11月15日、「Lantis祭り in 東北」に出演[7]
- 12月12日、「劇場版アイカツ！公開カウントダウン舞台挨拶 in 新宿バルト9」に出演[8]。
- 12月13日、「劇場版アイカツ！初日舞台挨拶 in 新宿バルト9」に出演[9]。
- 12月14日、「劇場版アイカツ！公開記念イベント in お台場シネマメディアージュ」に出演。

### 2015年
- 1月24日、「次世代ワールドホビーフェア in 幕張メッセ」のアイカツ！ステージに出演。
- 2月6日、「C3日本動玩博覽2015」のアイカツ！ステージに出演。
- 2月7日-8日、「Lantis祭り in 香港」に出演[10]。
- 2月11日、「STAR☆ANIS アイカツ！スペシャルLIVE 2015 SHINING STAR* in 渋谷公会堂」に出演[11]。
- 3月8日、「アイカツ！春の学園祭ツアー2015 in 越谷レイクタウン」に出演[12]。
- 3月15日、「アイカツ！3rdシーズン挿入歌「Beautiful Song」発売記念イベント」に出演[13]。
- 3月22日、「アイカツ！春の学園祭ツアー2015 in mozoワンダーシティ」に出演[12]。
- 4月5日、「アイカツ！春の学園祭ツアー2015 in イオンモール堺北花田」に出演[12]。
- 4月29日、「アイカツ！3rdシーズン新OPEDシングル発売記念イベント 『STAR LIGHT PARTY!!』 in 東京ドームシティ ラクーアガーデンステージ」に出演[14]。
- 4月29日、「アイカツ！3rdシーズン新OPEDシングル発売記念イベント 『STAR LIGHT PARTY!!』 in 科学技術館サイエンスホール」に出演[14]。
- 5月2日、「アイカツ！3rdシーズン新OPEDシングル発売記念イベント 『STAR LIGHT PARTY!!』 in あべのキューズモール」に出演[14]。
- 5月3日、「STAR☆ANIS アイカツ！スペシャル LIVE TOUR 2015 SHINIG STAR* in 大阪 サンケイホールブリーゼ」に出演[15]。
- 5月23日、「STAR☆ANIS アイカツ！スペシャル LIVE TOUR 2015 SHINIG STAR* in 名古屋 日本特殊陶業市民会館」に出演[15]。
- 5月31日、「アイカツ！スペシャルミニライブ 『Premium Pretty Party』」に出演[16]。
- 5月31日、「@JAM 2015 in Zepp DiverCity」に出演[17]。
- 6月6日、「STAR☆ANIS アイカツ！スペシャル LIVE TOUR 2015 SHINIG STAR* in 福岡 都久志会館」に出演[15]。
- 6月14日、「STAR☆ANIS アイカツ！スペシャル LIVE TOUR 2015 SHINIG STAR* in 仙台 日立システムズホール仙台」に出演[15]。
- 6月20日、「東京おもちゃショー 2015 in 東京ビッグサイト」のバンダイステージに出演。
- 6月28日、「STAR☆ANIS アイカツ！スペシャル LIVE TOUR 2015 SHINIG STAR* in 東京 NHKホール」に出演[15]。
- 7月11日、「MBS たいバーン！！ＬＩＶＥ～アニソン編～ in 梅田クラブクワトロ」に出演[18]。
- 7月26日、「3rdシーズン挿入歌ミニアルバム発売記念イベント『Wonderful Summer Party』 in クイーンズスクエア横浜」に出演。
- 8月8日、AIKATSU☆STARS！のるか・みきと共に「アイカツ！オフィシャルショップ 東京スカイツリー～スカイタウンソラマチ店～」の1日店長に就任[19]。
- 8月15日、「ちゃおサマーフェスティバル2015 in パシフィコ横浜」に出演[20]。
- 8月21日、「『アイカツ！ミュージックアワード』ミニライブ付き前夜祭上映会」に出演[19]。
- 8月22日、「『アイカツ！ミュージックアワード』公開記念オールナイト上映会」に出演[19]。
- 9月7日、ネットラジオ「AIKATSU☆STARS！のラジカツ！」の配信が開始。
- 9月19日、「『アイカツ！ミュージックアワード』公開記念 STAR☆ANISアイカツ！スペシャルLIVE TOUR 2015 SHINIG STAR* 昼公演上映会 in 渋谷TOEI」の舞台挨拶に登壇。
- 9月19日、「『アイカツ！ミュージックアワード』公開記念 STAR☆ANISアイカツ！スペシャルLIVE TOUR 2015 SHINIG STAR* 昼公演上映会 in 横浜ブルク13」の舞台挨拶に登壇。
- 11月5日、「DEARSTAGE SHOWCASE 2015」に出演[21]。
- 11月21日、「AIKATSU☆STARS！アイカツ！スペシャルLIVE 2015 Lovely Party!! in 中野サンプラザ」に出演[22]。
- 12月5日、「美谷玲実5周年記念ワンマンLIVE in 秋葉原ディアステージ」に出演。

### 2016年
- 2月14日、「TVアニメ/データカードダス『アイカツ！』4thシーズン挿入歌ミニアルバム「Wonderful Tour」発売記念イベント Happiness Tour OSAKA☆STAGE」に出演[23]。
- 2月27日、同年3月をもって、TVアニメ『アイカツ！』の歌唱担当を卒業することを発表。
- 3月19日-21日、「アイカツ！ミュージックフェスタ2016 in TOKYO DOME CITY HALL」に出演[24]。STAR☆ANISとAIKATSU☆STARS!のメンバーとして最後の公演となった。
- 3月31日、STAR☆ANISとAIKATSU☆STARS!を脱退。ディアステージ所属を外れる。
- 7月1日、ポジティブプロダクションに所属事務所を移籍。
- 7月10日、「巴山萌菜 自主公演ライブ『スタートライン』本公演 in 新宿SACT!」を開催。
- 7月31日、「ライブ＆トークイベント『東京タワーTV SUNDAY』」に出演。
- 8月7日、「巴山萌菜 自主公演ライブ『スタートライン』追加公演 in 新宿SACT!」を開催。
- 9月11日、「巴山萌菜 自主公演ライブ『ファースト・ワンマン・ライブ』 in 渋谷RUIDO K2」を開催。
- 9月25日、「『Grateful☆Girls vol.205』～スリーマンスペシャル～ in 渋谷gee-ge.」に出演。
- 10月14日、「LOFT LIVE STAGE 2016 in 梅田ロフト」に出演。
- 10月15日、「MK-twintyミニアルバム「女子道」リリースパーティー in 中津ミノヤホール」に出演。
- 12月23日、「巴山萌菜ワンマン・ライブ『みんなとつながる道』 in 新宿RUIDO K4」を開催。

### 2017年
- 2月5日、「『#もなリク』リリース・パーティー！ in 中津ミノヤホール」を開催。
- 2月12日、「『#もなリク』リリース・パーティー！ in 渋谷RUIDO K2」を開催。
- 3月28日、「新宿SACT! LIVEイベント」を開催。
- 4月2日、「渋谷gee-ge. LIVEイベント」に出演。
- 4月16日、「巴山萌菜スペシャルライブ〜こすぷれふぇすた7〜 in サンリオピューロランド」に出演[25]。
- 5月18日、「ミノヤホール プレゼンツ『若葉の季節』 in 中津ミノヤホール」に出演。
- 5月19日、「LOFT LIVE STAGE 2017 in 梅田ロフト」に出演。
- 6月25日、「巴山萌菜ワンマンライブ『Brand New Days』 in 青山RizM」を開催。
- 6月27日、ユニバーサルミュージック＆EMIアーティスツ合同会社に所属事務所を移籍。
- 8月11日、「コミックマーケット92」に『もなもな会』として初出展。
- 9月17日、「巴山萌菜 ワンマンライブ『Dreams！』 in 渋谷RUIDO K2」を開催。
- 10月25日、配信限定アルバム「#もなリク」が配信開始[26]。
- 10月29日、「M3」に初出展。
- 12月7日、「LIVE SDD メッセンジャーズ･アーティスト CHALLENGE LIVE in 大阪なんばHatch」に出演。
- 12月15日、サウンド・プロジェクト・ユニット『Re:versed』（リバースト）のボーカリストとしても活動をしていくことを発表。
- 12月22日、「巴山萌菜ワンマンライブ『New step！』 in 青山RizM」を開催。
- 12月29日、「コミックマーケット93」に『もなもな会』として出展。

### 2018年
- 1月8日、Re:versedの歌う『一か八か』がMBS/TBSドラマイズム「賭ケグルイ」のオープニングテーマに抜擢。
- 2月8日、「スリーマンライブ『TRIANGLE』 in 新宿SACT!」を開催。

### 2024年
- 12月、結婚[27]。

## ディスコグラフィ

### シングル
| #         | タイトル            | 発売日         | 規格品番  | 備考                                                |
| --------- | ------------------- | -------------- | --------- | --------------------------------------------------- |
| 巴山 萌菜 |                     |                |           |                                                     |
| 1         | #もなリク~ballads~  | 2016年12月23日 | MONA-001  |                                                     |
| 2         | #もなリク~emotions~ | 2016年12月23日 | MONA-002  |                                                     |
| 3         | #もなリク~dreams~   | 2017年8月11日  | MONA-009  | コミックマーケット92にて頒布                        |
| Re:versed |                     |                |           |                                                     |
| 1         | 一か八か            | 2018年3月14日  | UPCH-5937 | 2018/2/23(金)より定額制音楽配信サービスにて先行配信 |

### 配信限定アルバム
| # | タイトル  | 発売日         | 備考                     |
| - | --------- | -------------- | ------------------------ |
| 1 | #もなリク | 2017年10月25日 | 音楽配信サービスにて配信 |

### その他
- 『スタートライン/桜の花びらに』（2016年7月10日）
自身で作成した楽曲2曲を収録したデモCD。
- STAR☆ANIS
- AIKATSU☆STARS!

## タイアップ
| 曲名     | タイトル                                              |
| -------- | ----------------------------------------------------- |
| 一か八か | 毎日放送・TBS系ドラマ『賭ケグルイ』オープニングテーマ |